# Natale sul Nilo
 Natale sul Nilo è un film del 2002 diretto da Neri Parenti.
La pellicola ha per protagonisti Massimo Boldi, Christian De Sica, Enzo Salvi, Biagio Izzo, i Fichi d'India, Mabel Lozano, Manu Fullola, Nuria de la Fuente e Lucrezia Piaggio nella sua prima apparizione cinematografica. La sceneggiatura è di Neri Parenti, Fausto Brizzi, Marco Martani, Lorenzo De Luca, Andrea Margiotta.

## Trama
Il generale dei Carabinieri Enrico Ombroni è vedovo con una figlia di 15 anni, Lorella, che sogna di diventare una "letterina" e sposare un calciatore. Il militare, assolutamente contrario, decide di portarla a trascorrere il Natale in Egitto, accompagnato dal fidato collega Saltalaquaglia, che da tempo cerca di far fidanzare il generale con sua sorella Teresa, che definisce "quasi illibata".
Nel frattempo, l'avvocato Fabio Ciulla deve difendersi in una causa di divorzio, il suo, chiesto dalla moglie Gianna per via delle continue scappatelle del marito (743 in 20 anni, tutte con donne diverse). La donna lo perdona per l'ennesima volta ma, una volta rientrata a casa, trova il marito nella vasca da bagno con un'affascinante donna, che il legale spaccia per l'idraulico. Ormai stufa, decide di partire per l'Egitto insieme al figlio Marco ma l'avvocato li seguirà, salvo poi tradire nuovamente la consorte.
Durante la crociera Marco presenta ai genitori la sua nuova fidanzata, Paola, che per disgrazia è proprio l'ultima amante del padre. A causa di una scappatella avvenuta la sera prima, dopo che la moglie aveva rifiutato le sue scuse, Ciulla passerà l'intera vacanza a nascondere tutto ciò alla famiglia. Successivamente Ombroni e l'avvocato, a causa di un equivoco, si conosceranno e combineranno un sacco di guai.
A complicare le cose ci sono anche Max e Bruno, due fratelli che sono entrati in possesso di due antichi anelli magici, uno portafortuna e uno portasfortuna, con l'intenzione di regalarli alla loro mamma, mentre Max inizia a avere fortune inaspettate, Bruno si ritroverà nei guai, pensando che siano coincidenze. Si scoprirà poi che questi anelli, se non restituiti alla piramide da cui sono stati rubati entro Capodanno,  potrebbero provocare la morte dei proprietari, come prova si scambiano gli anelli durante una piccola frana che si ferma e cade su Max, solo ora Bruno crede alla maledizione, quindi i due intraprenderanno loro malgrado un rocambolesco viaggio nel deserto per riportarli indietro, alternandosi a colpi di fortuna per uno e disgrazie per l'altro: alla fine Max e Bruno riescono a portare gli anelli indietro in tempo, rimanendo quindi vivi e ovviando alla profezia. All'aeroporto, inoltre, Bruno trova uno strano ciondolo che in realtà è magico e, quando lo indossa, senza neanche accorgersene, si trasforma in un dromedario.
Lorella inizialmente si arrende al suo sogno di letterina dopo che Oscar Tufello, il manager romano di quattro letterine precedentemente conosciuto in Egitto, era stato corrotto da Enrico per umiliarla e demoralizzarla. Nonostante questo la ragazza riesce a coronare il suo sogno di diventare ballerina perché Enrico si pente ricordando che quand'era giovane faceva parte della prima formazione dei Pooh come batterista ma suo padre non gli diede la possibilità di proseguire quest'avventura, ritenendola solo una perdita di tempo: ora lui si trova nella stessa situazione e non vuole che sua figlia si arrenda con il cuore spezzato come gli era capitato.
Il generale Ombroni decide di sposare poi la sorella del collega Saltalaquaglia e l'avvocato Fabio Ciulla riesce a riconquistare la moglie, la quale ha l'idea di fargli intraprendere la carriera di "Divorziatore", la cui clientela è costituita da uomini sposati che vogliono liberarsi della moglie con un divorzio per colpa: essendo Fabio irresistibile, usa il trucco di sedurre in pochi attimi la donna sposata di turno e farsi, secondo accordi e modalità presi in precedenza, scoprire dal marito che così - soddisfatto del divorzio riuscito - lo paga profumatamente (50000 €).
In questo modo la moglie sa sempre dove si trova e lui non ha il tempo per tradirla; oltretutto a Fabio questo lavoro non piace e così la moglie decide tutto e finalmente il marito le è fedele: un equivoco finale porterà Ciulla ad avere ancora a che fare con Ombroni, nel giorno del matrimonio di costui, ed a scontrarsi insieme contro un muro, in una macchina di prova, con il generale alla guida.

## Produzione

### Cast
- Massimo Boldi ha un triplice ruolo in questo film: oltre ad interpretare Enrico Ombroni, interpreta anche il padre dello stesso, doppiato in siciliano da Angelo Nicotra, ed inoltre doppia l'attore spagnolo Julián González (non accreditato) che interpreta Ombroni da ragazzo.
- Il regista Neri Parenti ha un cameo nel ruolo di un turista che getta una buccia di banana sulla quale scivola Bruno.
- Nel film Merry Christmas girato l'anno prima e nel film Natale in India girato l'anno dopo, alcuni personaggi cambiano i cognomi ma hanno sempre gli stessi nomi: Boldi si chiama sempre Enrico, De Sica sempre Fabio e i Fichi d'India sempre Max e Bruno (questi ultimi inoltre nomi di battesimo del duo di attori interpreti).

### Riprese
Le scene ambientate in Italia in realtà furono girate in Spagna. Alcune scene sono state girate al Mena House Hotel di Giza.
In una scena Fabio, per nascondersi da Paola, incontra Oscar, e si mette a parlare con lui fingendo di essere suo amico, dopodiché spiega alla moglie che egli si chiamerebbe Alberto e che sarebbe stato un suo collega. Nelle intenzioni iniziali degli sceneggiatori ci sarebbe dovuta essere una scena in cui Gianna e Oscar si sarebbero incontrati, e lui le avrebbe spiegato l'equivoco (lo si può vedere nelle "papere" mostrate nei titoli di coda), ma tale scena poi non è stata inserita per motivi imprecisati. Tale scena è presente negli extra del dvd nella sezione scene eliminate.

## Colonna sonora
È stato usato come colonna sonora del film il brano Aserejé delle cantanti spagnole Las Ketchup. La canzone che apre i titoli di coda è invece Fame di Irene Cara. 

## Distribuzione
Il film è uscito nelle sale Italiane il 20 dicembre 2002.
Il film è stato distribuito anche in Spagna, doppiato, con il titolo Navidad en el Nilo.

## Accoglienza
La pellicola, avendo incassato 28296128 €, è stato un notevole successo commerciale, è il cinepanettone che ha incassato di più del filone ed è il 22º film col maggiore incasso in Italia.